# У нас є Папа
«У нас є Папа» (лат. Habemus Papam) — італійський кінофільм режисера Нанні Моретті, головну роль виконує Мішель Пікколі. Фільм брав участь у конкурсній програмі Каннського кінофестивалю (показано 13 травня 2011 року). Прем'єра кінострічки відбулася 15 квітня 2011 року в Італії.

## Сюжет
Після смерті Папи Римського конклав збирається для таємного голосування за нового понтифіка. Все це привертає увагу журналістів з усього католицького світу. Фаворитом конклаву вважають кардинала Грегорі. Попри всі очікування, новим Папою стає кардинал Мелвілль — та перед першою зустріччю з людьми в нього відбувається приступ паніки. Мелвілля оглянули лікарі — він був здоровим. Тоді представник Ватикану пішов на радикальні заходи — запросив до Папи психоаналітика, який, втім, також не зміг допомогти Мелвіллю, оскільки не можна розголошувати факти щодо дитинства, а тим паче статевого життя понтифіка. Наступного дня Мелвілль зголошується відвідати іншого психотерапевта-жінку, яка вважає першопричиною всіх неврозів брак материної любові в дитинстві. Мелвілль тікає від охорони, гуляє містом і розмовляє з простими людьми. Ближче до вечора він оселяється в готелі, де зустрічає трупу акторів. Мелвілль у дитинстві також мріяв стати актором, та, на відміну від його сестри, не пройшов співбесіди в училище. Він був присутнім на репетиції театру й отримував від неї задоволення, оскільки знав «Чайку» Чехова, яку ті ставили, напам'ять.
У цей час у Ватикані від кардиналів приховували стан понтифіка: один з охоронців мав проходити у білому вбранні біля вікон кімнати Папи, аби вдавати, що Мелвілль досі в будівлі. Психоаналітик, що не міг покинути Ватикану до того часу, доки нового Папу представлять людям, грав із кардиналами в карти, а потім влаштував змагання з волейболу.
Серед журналістів і жителів міста поширилася думка про те, що новообраний Папа помер, тому засідання конклаву й не закрите. Представник Ватикану нарешті спромігся розповісти кардиналам правду. Вони знайшли Мелвілля під час прем'єри «Чайки» — увійшли до зали й глядачі зрозуміли, що він і є новим Папою Римським.
Мелвілль повернувся до Ватикану, та наступного ранку перед людьми відмовився від папства. Він вважає, що не є людиною, яка може відповісти на питання мільйонів.

## У головних ролях

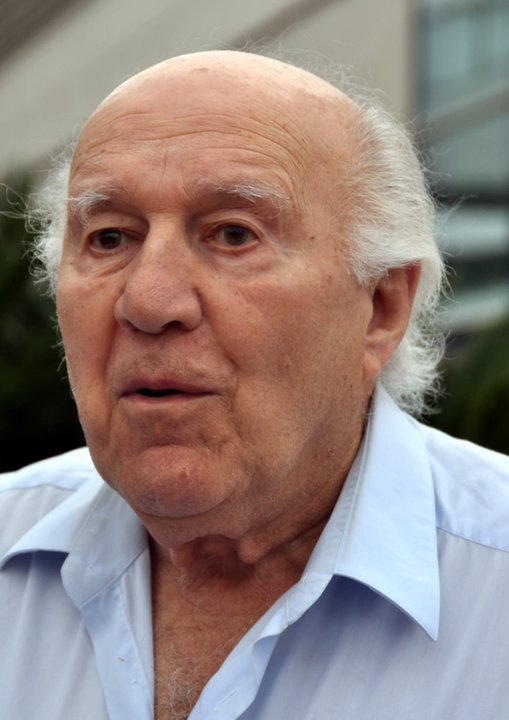
Мішель Пікколі на Каннському кінофестивалі, 2011

- Мішель Пікколі — новообраний Папа (Мелвілль);
- Ренато Скарпа — кардинал Грегорі;
- Франко Грациозі — кардинал Боллаті;
- Камілло Міллі — кардинал Пескардона;
- Ульріх фон Добшютц — кардинал Бруммер;
- Нанні Моретті — психоаналітик;
- Маргеріта Бай — психоаналітик;

## Касові збори
Касові збори складають $15,609,760.

## Нагороди
- Приз Давида Донателло (національна італійська відзнака) — за найкраще виконання чоловічої ролі — Мішель Пікколі; номінації — найкращий італійський кінофільм, найкращий сценарій, найкраще виконання другорядної ролі, найкращий звук.[3]